# Baetis subalpinus
Baetis subalpinus är en dagsländeart som beskrevs av Simon Bengtsson 1917. Baetis subalpinus ingår i släktet Baetis, och familjen ådagsländor. Arten är reproducerande i Sverige.